# Datarock
Datarock – norweski zespół grający muzykę new rave. Określają swoją muzykę jako „mieszankę stylów muzycznych, które lubią”. Założycielami są: Fredrik Saroea, Ketil Mosnes i Kevin O'Brien, zespół został założony w 2000 roku w Bergen. Ich debiutancki album "Datarock Datarock" został wydany w 2005 roku przez ich własną wytwórnię YAP (Young Aspiring Professionals).
Zespół charakteryzuje się niepowtarzalnym wizerunkiem scenicznym, na który składają się charakterystyczne czerwone komplety dresowe z kapturami oraz czarne okulary.